# Japanse toverhazelaar
De Japanse toverhazelaar (Hamamelis japonica) is een struik uit de familie Hamamelidaceae. Er zijn verschillende cultivars in de handel. Ze worden meestal vermeerderd door te enten op de Amerikaanse toverhazelaar als onderstam.
De struik kan 5 m hoog worden. De kale twijgen zijn schuin opgaand. De eironde, 5-10 cm grote, donkergroene bladeren zijn aan de onderzijde iets behaard met sterharen. Vooral op de nerven aan de achterkant van het blad zitten verspreid bruinachtige schubben. De bladeren hebben zes tot negen zijnerven. In de herfst verkleuren de bladeren naar bronsgeel.
De Japanse toverhazelaar bloeit in februari. De in clusters zittende bloemen hebben vier meeldraden en zijn geel met een rode voet. De gekroesde bloemblaadjes zijn lintvormig.

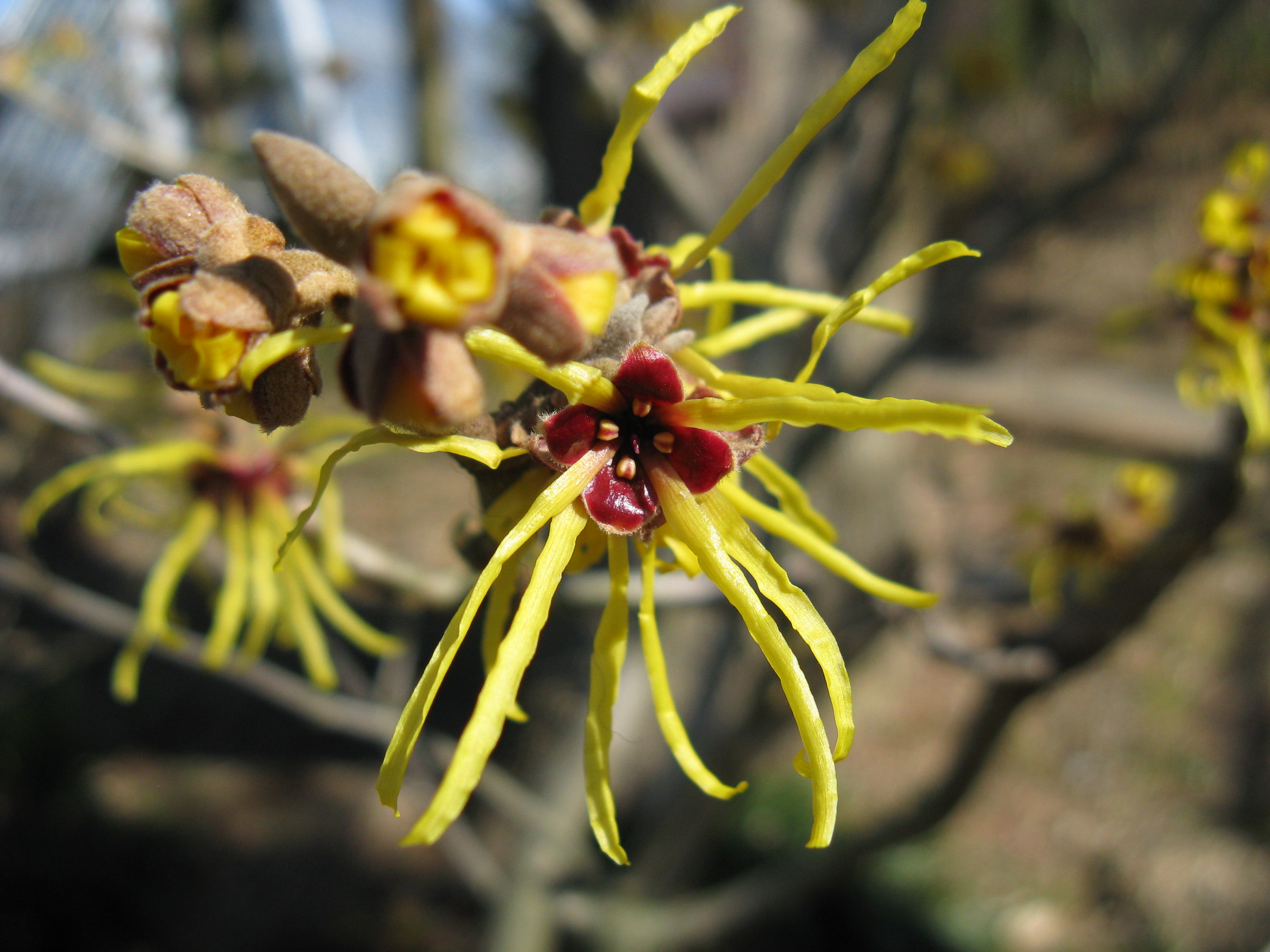
Bloem

De vrucht is een doosvrucht, die pas een jaar na de bestuiving rijp is. De top van de doosvrucht springt dan open, waarna twee glimmend zwarte zaden tot 10 m ver weggeschoten worden.

## Cultivars
| Cultivar                          | Bloemkleur | Bloeitijd        |
| Hamamelis japonica 'Arborea'      | geel       | februari         |
| Hamamelis japonica 'Sulfurea'     | lichtgeel  | februari - maart |
| Hamamelis japonica 'Zuccariniana' | zwavelgeel | februari - maart |

... · H. japonica (Japanse toverhazelaar) · H. mollis (Chinese toverhazelaar) · H. virginiana (Amerikaanse toverhazelaar) · H. ×intermedia (Toverhazelaar) · ...